# Stanimira Petrova
Stanimira Petrova, född 16 december 1990, är en bulgarisk boxare.

## Karriär
Petrova har deltagit vid OS 2016 och OS 2020 och kom på en nionde plats vid både tillfällen. 2014 tog hon VM-guld i bantamvikt. Hon har även vunnit EM-guld 2016 och 2018 i bantamvikt respektive fjädervikt.